# Биліна Гліб Юрійович
Гліб Юрійович Биліна (народився 30 квітня 1992 у м. Могильові, Білорусь) — білоруський хокеїст, центральний нападник . Виступає за ХК «Могильов» у Білоруській Екстралізі. 
Вихованець хокейної школи ХК «Могильов». Виступав за «Хімік» (Восресенськ), «Олімпієць» (Балашиха).